# Саборна црква у Београду
Саборна црква Светог арханђела Михаила у Београду налази се на раскршћу улица кнеза Симе Марковића и краља Петра. На месту данашње цркве налазила се старија, посвећена Светом арханђелу Михаилу. Саборна црква као непокретно културно добро има статус споменика културе од изузетног значаја, одлуком из 1979. године.
Својом архитектуром, уметничким делима и богатом ризницом представља изузетан споменик културе. Она је непроцењива историјска баштина везана за судбину српског Београда прве половине 19. века, који се управо формирао на простору око Саборне цркве, поставши његов црквени, управни и културни центар. У време када постепено наступају нове друштвене и политичке прилике у Србији, Саборна црква је постала стожер у борби за осамостаљивање од турског централизма све до коначног ослобођења од вековног ропства.

## Локација и изградња Саборне цркве
Могуће да су између Саборне цркве и француске амбасаде почетком 3. века постојале римске терме, на основу проналаска заветне плоче са натписом.

### Стара црква
Данашња Саборна црква је подигнута на темељима старе цркве, храма Светих Архистратига, која се помиње у време аустријске владавине Београдом од 1717. до 1739. године. О изгледу ове цркве сведочи протестантски свештеник и путописац Стефан Герлах у свом опису путовања царских посланстава у Цариград 1573-1578. године. Стара црква је била изграђена од камена, с великим кубетом, без крста. Иако пространа, није могла да прими бројно хришћанско живље београдске вароши.
Касније податке о постојању ове цркве сачували су углавном путописци из 17. и 18. века, који о њој извештавају. Црква је била разрушена током турско- аустријских сукоба. Београдским миром, закљученим 1739. године, Турци су поново добили Београд. Након предаје града, црква је била толико уништена, да је 1728.. године морала бити срушена. Аустријска власт је била изричита у наредби да се не смеју обнављати порушени српски храмови, па је, тадашњи митрополит Мојсије Петровић, очекивао подршку руског цара Петра Великог. Како цар у међувремену умире, митрополит је самостално приступио обнови цркве из темеља, украсивши је и новим иконостасом. Тешке историјске околности поново су се одразиле и на живот цркве, тако да ово није била њена последња обнова.
Београдским миром закљученим 1739. године, Турци су, између осталог, поново добили Београд и „чим уђоше у варош и овом приликом показаше свој бес и према Србима и према српским светињама“. Срушена је велелепна резиденција српске митрополије, а цркву „опленише и сводове јој оборише“. Неколико деценија касније, почетком 1798. године, црква је поново страдала, овог пута у пожару. До почетка 1813. године била је оспособљена за богослужење, када су је, после слома Првог српског устанка, Турци скрнавили и опљачкали. Након Другог српског устанка изведене су неопходне преправке.
Објављивањем Хатишерифа 1830. године, на дан Св. Андрије Прозваног, којим је добијена и слобода богослужења, по наредби кнеза Милоша, „поред старе цркве, подигнута је дрвена звонара“, у коју су била постављена звона.
Ради ливења звона била је заложена велика ватра која је горели три дана. Поред ње су пролазили људи и у калоп са бронзом која се топила, убацивали различите предмете од сребра, како би звона имала "сребрнији звук". Ондашњи Београђани су овај догађај „прижељкивали као нешто велико и недокучиво. За њих звук звона није значио само један обичан верски обред, звона су била симбол вековима очекиване победе“. Турци су на ову одлуку кнеза Милоша гледали са неверицом и претњом. До данас је сачувана анегдота када се београдски везир Хусеин – паша Гаваноз Оглу (1827. год. -1833. год.) обратио војводи Петру Цукићу задуженом за подизање звона, претећи да ће бити кажњен због тога. Храбри војвода је одговорио како зна да ће "погинути од турске руке" ако подигне звоно, али и да ће "погинути од руке свог господара" ако звоно не подигне. Бирао је ово прво.
Данас се у звонику Вазнесењске цркве (1863. год.) међу пет звона различите величине и порекла налази и звоно старе Саборне цркве, које се 15. фебруара 1830. године огласило први пут, када је Кнежевина Србија добила аутономију. Рушена и оправљана, стара црква се борила са злим временима све до 22. јуна 1836. године, када је након бројних дискусија кнез Милош Обреновић издао наредбу о њеном коначном рушењу и изградњи новог храма. Стари темељи су се показали веома јаки, па су укључени у темеље нове цркве.

### Нова црква
Градња нове Саборне цркве започета је 28. априла 1837. године. Освећење темеља ове „катедралне београдске цркве“, 15. (27). јула 1837. године, савременик је описао као изузетан догађај којем су присуствовали митрополит Петар Јовановић, највиши црквени великодостојници, књегиња Љубица и наследници Милан и Михаило, кметови, деца и „народ обоје пола“. Грували су топови а народ је „у цркву благосиљао сретно и пресрећно време ово“. На дан храмовне славе, Св. арханђела Михаила, 8. новембра 1845. године, митрополит Петар Јовановић је извршио освећење готове цркве и одслужио у њој прву литургију.
Питање ауторства архитектонских планова изградње дуго је било спорно, међутим, извесно је да су цркву градили мајстори из Панчева, по пројекту Фридриха Адама Кверфелда. Црква је подигнута на узвишеном месту, близу бедема, где је видљива са свих страна.
Саборна црква је грађена од 1837. до 1840. године, а опремање и декорисање унутрашњости изведено је између 1841. и 1845. године. Иконе на иконостасу, певницама, троновима и предикаоници, као и композиције на зидовима и сводовима је извео Димитрије Аврамовић, један од најзначајнијих српских сликара 19. века, формиран под утицајем бечке уметничке Академије и назаренских схватања у црквеном сликарству, док је иконостас израдио вајар Димитрије Петровић.
Храм је реконструисан 1934-37, да би био "достојан пандан" новој згради патријаршије. Прво бденије након оправке одржано је 20. новембра 1937.
У чин игумана произведен је 1949. године у Саборној цркви Тадеј Штрбуловић. Производство је обавио викар Његове Светости Патријарха епископ Висарион, будући епископ банатски.

## О Храму

### Архитектура
Саборна црква у Београду спада међу највеће црквене грађевине подигнуте у Кнежевини Србији и, после цркве Св. Петра и Павла у Топчидеру (1832/34. год.), најстарија црква у Београду.
Основа има облик издужене правоугаоне основе са припратом и високим звоником на западном делу и пространим наосом и полукружном олтарском апсидом на источној страни. Габаритне размере цркве су дужине 45 метара и ширине 19,6 метара. У погледу конструкције у њој се разликују три целине:
- Зидана припрата, (дужине 10 метара и ширине 19,6 метара) испод које је крипта, са склопом масовних зидова, стубаца и сводова, на које се ослања конструкција звоника. Ту се налазе крстионица и степениште за звоник.
- Наос, (дужина 27 метара и ширина 19,6 метара) који чине четири компартмента са системом носећих лукова између којих су разапети бачвасти сводови са обимним зидовима. Површина наоса Саборне цркве износи око 252 квадратна метра, а прима између 650 до 850 верника.
- Олтарски простор са полукружном апсидом, чији је спољни радијус 9 метара.

За разлику од северне и јужне фасаде, истоветних и једноставно обликованих, западна – главна фасада истакнута је репрезентативним порталом и широким степенишним прилазом. По свом склопу и финим пропорцијама, архитектура Саборне цркве је непосредно прихватила узоре неокласицистичких цркава с препознатљивим барокним торњем, које су се у истој епохи градиле по Аустрији, а у које се убраја и нешто старија Саборна црква у Сремским Карловцима (1758), која је била могући узор. Овај тип цркава биће веома распрострањен у Србији током Милошеве владавине.
Архитектонско-декоративни систем фасада и архитектонских елемената на унутрашњим површинама зидова, као и архитектонска опрема целокупног ентеријера, укључујући иконостас, певнице, тронове и сликарске декорације у стилу класицизма. Зидови цркве су зидани опеком са кречним малтером. 

### Иконостас
Београдска црквена општина је ангажовала вајара, дрворезбара и ливца Димитрија Петровића (1799–1852), школованог на Академији у Бечу, на изради нацрта за иконостас и певнице. Нажалост, због извесних несугласица са општином, Димитрије Петровић након израде архитектонског дела иконостаса и његовог монтирања у цркви 1842. године, заувек напушта Београд. Раскошно обликован, са извесним еклектичким декоративним елементима, иконостас Саборне цркве у Београду свакако је најрепрезентативнији класицистички иконостас у Србији.
Висина иконостаса до крста износи 46, а ширина око 14 метара. Рађен је у раскошној дрворезбарској декорацији са позлатом, по нацрту вајара Димитрија Петровића. Позлаћена дуборезна декорација је распоређена на одређеним архитектонским елементима: на дверима изнад оквира икона, на бочним архиволтима и уз овале горње зоне. То су стилизовани биљни мотиви, испреплетане лозице, витице, гирланди, местимично постављеног листа акантуса и розета. 
Певнице, проповедаоницу и тронове израдио је, према раније усвојеним нацртима Димитрија Петровића, искусни мајстор Георгије Давић.

### Живопис
Површина свих осликаних зидова и сводова укупно износи преко 628 m2. Димитрије Аврамовић је у периоду од 1841. до 1845. године, насликао укупно осамнаест великих зидних композиција и приближно педесет икона за иконостас. Уметник је био под утицајем бечке историјске школе и немачких назарена, али се његов изразит осећај за драматични колорит и пластични – смели ритам спојио у оригинални сликарски рукопис. На зидним површинама Саборне цркве остварио је јединствене монументалне композиције религијског садржаја, високо вредноване у новијем српском сликарству.
Поред сликарских и дуборезачких радова на иконостасу, певницама и предикаоници, зидних слика, посебну вредност у цркви представља ризница у којој се чувају предмети примењене уметности – златарска дела из 18. и 19. века, одежде, крстови, појединачне иконе из друге половине 19. века и други предмети од културно историјског значаја.
У лето 1899. године извршено је осликавање доње зоне зидова у олтарском простору. Овај посао поверен је живописцу Анастасу Стефановићу. Он је у олтарском простору урадио чишћење, односно једну врсту рестаурације двеју Аврамовићевих зидних композиција, а и насликао 21 стојећу фигуру светитеља готово у природној величини.
Сликарска дела која украшавају Саборну цркву споља треба истаћи три иконе великих димензија које се налазе на западној фасади. Настале су вероватно око 1885.-1886. године, иконе Свете Тројице, Свети Арханђел Михаило и Свети Арханђел Гаврило. Ова дела би се могла приписати познатом сликару, Николи Марковићу. У новије време, тачније 1961. године, сликар Живко Стојсављевић израдио је нацрте за витраже којима су украшени прозори Саборне цркве. На средишњем апсидном прозору у олтару првобитно је била представљена стојећа фигура Господа Исуса Христа на облацима, окруженог херувимима и анђелима, али због великих оштећења, на захтев Управе Саборне цркве, сликар-конзерватор Душан Мартиновић је 1995. године насликао Вазнесење Христово. На северном апсидном прозору представљена је стојећа фигура Богородице, а на јужном апсидном прозору Св. Арханђел Михаило.
Старешина храма од 1982. године је Петар Лукић.

## Мошти
У близини цркве, тачније на месту где се данас протежу Задарска улица, део улице Краља Петра и Косанчићев венац, налазило се старо српско гробље. Његово постепено ширење наставило се и у порти Саборне цркве, која је првих деценија 19. века била неограђена и служила као гробље за виђеније личности Србије. Лобања вожда Карађорђа је до 1837. године била сахрањена у јужном делу порте, када је по жељи и наређењу кнегиње Љубице извађена и пренесена у Тополу. Ту су сахрањени: Хаџи Рувим (1754—1804), кнез Сима Марковић (1768 - 1817), војвода Петар Николајевић Молер (1755—1816).
У Саборној Цркви данас се чувају мошти: Светог и праведног кнеза Стефана Штиљановића, део моштију Светог кнеза Лазара и честице моштију Светог Јована Шангајског и Санфранцисканског.

## Гробови
У Саборној цркви су сахрањени кнез Милош Обреновић (1780—1860), кнез Михаило Обреновић (1823—1868), Митрополит Михаило (1826—1898), Митрополит Инокентије (1898—1905), Патријарх Гаврило (1938—1950), Патријарх Викентије (1950—1958). Гробови Вука Стефановића Караџића (1787—1864) и Доситеја Обрадовића (1744—1811) налазе се споља, у црквеној порти, испред главног портала.

## Ризница
Ризница Саборне цркве, онаква каква је данас сачувана, на својствен начин одражава вишевековну прошлост овог храма. И поред многих ратних разарања, пљачки и пожара, успели су се сачувати вредни обредни предмети, иконе и други уметнички предмети који су добијени од владара, епископа и других дародаваца. Заједно са ретким старим црквеним књигама наслеђеним из ранијих епоха, све то чини данас јединствену целину, значајну за проучавање духовних, културних и уметничких прилика у којима је Саборна црква играла значајну улогу.
Конзерваторско-рестаураторски радови на зидном сликарству и иконостасу изведени су 1993–1996. Рестаурација фасада урађена је 1996—1997, санација крова, рестаурација ограде и улазне капије 2006. године.

## Хор
При Саборној цркви 1853. године основано је Прво београдско певачко друштво, које је и данас активно. Овим хором дириговали су значајни композитори српске музике, попут Јосифа Маринковића, Стевана Мокрањца, Корнелија Станковића и других.

## Галерија
- Саборна црква
- Саборна црква
- Иконостас
- Саборна црква
- Звоник
- Саборна црква
- Спомен плоча
- Гроб Доситеја Обрадовића у порти цркве
- Спомен плоча
- Гроб Вука Караџића у порти цркве
- Иконостас и свод
- Детар - оцила